# Animal (film, 2005, Burke)
Pour les articles homonymes, voir Animal (homonymie).
Série
Animal 2
(2008)
Pour plus de détails, voir Fiche technique et Distribution.
Animal est un film dramatique américain réalisé par David J. Burke (en), sorti directement en DVD en 2005.
Une suite, Animal 2, est sortie en 2008.

## Synopsis
James Allen, surnommé « Animal », est un gangster violent qui fait la loi dans la rue. Mais lorsqu'il est incarcéré dans une prison haute sécurité, il rencontre un révolutionnaire (Jim Brown) qui va changer sa vie. Maintenant un homme nouveau, James est libéré et se rend compte que son fils (Terrence Howard) suit la même vie que lui, remplie de crimes et de violence. Que peut faire un père hanté par son passé pour remettre sa famille dans le droit chemin.

## Fiche technique
Sauf indication contraire, les informations mentionnées dans cette section peuvent être confirmées par la base de données cinématographiques IMDb,  présente dans la section « Liens externes ».
- Titre original et français : Animal
- Réalisation : David J. Burke
- Scénario : David C. Johnson et Ving Rhames
- Photographie : P.J. López
- Musique : Chris Thomas King
- Son : Danny Kim
- Production : Kip Konwiser pour Animal Film LLC
- Pays d'origine :  États-Unis
- Langue originale : anglais
- Format : couleur - 1,85:1
- Genre : drame, film de gangsters et action
- Durée : 93 minutes
- Date de sortie[2],[3] (directement en DVD) :

Royaume-Uni : 27 septembre 2005 (première mondiale)
États-Unis : 4 octobre 2005 (pays d'origine)
France : 23 novembre 2006
- Public : accord parental souhaitable

## Distribution
- Ving Rhames (VF : Jean-Michel Martial) : Animal
- Terrence Howard (VF : Bruno Henry) : Darius Allen
- Chazz Palminteri : Kassada
- Jim Brown (VF : Thierry Desroses) : Berwell
- Beverly Todd : Latreese
- Faizon Love : Double T
- Wes Studi (VF : Pierre-François Pistorio) : Creeper
- Paula Jai Parker : Reecy
- Taraji P. Henson : Ramona